# KAKASHI (ロックバンド)
KAKASHI（カカシ）は、日本の4人組ロックバンド。

## 概要
- 群馬県前橋市出身の4人組バンド。
- バンド名のKAKASHIは、朝の吉野家でメンバー間で出しあって堀越(Vo/Gt)のアイデアを採用した[1]。
- 楽曲制作は堀越(Vo/Gt)が歌詞とあわせて弾き語りで持ち込み、ドラム、ベースとバッキングを作ってからギターをのせている。

## メンバー
- 堀越颯太（ほりこし そうた - ギター・ボーカル）
- 齊藤雅弘（さいとう まさひろ -リーダー・ ギター・コーラス）
- 中屋敷智裕（なかやしき ともひろ - ベース・コーラス）
- 関佑介（せき ゆうすけ - ドラム・コーラス）

## 来歴
2012年
8月、前身バンドで知り合い、都内の同じ専門学校に通っていた堀越(Vo/Gt)、齊藤(Gt)、中屋敷(Ba)と、前身バンドで齊藤と組んでいた関(Dr)により結成。
2013年
8月、1st mini Album'『ドラマチック』をリリースし、同ツアーファイナル公演では200人を集めた。
2014年
3月、1st Single『声/愛せる自分へ』をリリース。
6月、LACCO TOWER主催の群馬県のロックフェス『IROCKS stand by LACCO TOWER 故郷編』に出演し、トップバッターを務める。
11月、2nd mini Album『一寸先をヒカリへ』をリリースし、全国ツアーを敢行。
2015年
3月、東京都・Shibuya O-CRESTにて自主企画『約束 〜第一章 群馬盟友編〜』を盟友であるIvy to Fraudulent Gameと開催。
8月、3rd mini Album『愛すべき今日へ』をリリースし、群馬県・高崎clubFLEEZにて開催した自主企画『約束 〜第二章 夏の絆編〜』を盟友のHalo at 四畳半と迎える。
11月、自身のホームである群馬県・前橋DYVERにて、ツアーファイナルを謳った初のワンマン『約束 〜第三章 愛すべき軌跡編〜』を開催。
同年、「RO69JACK2015 for COUNTDOWN JAPAN」入賞。
2016年
5月、堀越(Vo/Gt)の喉にポリープが出来ていることが発覚し、8月の自主企画『灯火祭 2016』までは治療と並行しながら活動を続けることを表明。
6月、群馬県・高崎TRUST55にて自主企画『約束 〜第四章 青春の憧憬編〜』をQWAIと開催。6月15日にハルカミライ、HEADLAMP、KAKASHIによるスプリットCD『BOYSBOYSBOYS』をタワーレコード新宿店、梅田NU茶屋町店、ヴィレッジヴァンガード下北沢にて限定リリース。それに伴い3バンドによる全国ツアーを敢行する。
8月、群馬県・高崎clubFLEEZ、Asileの2会場で自主企画『灯火祭 2016』を開催し、全国各地17組の盟友達とともに終幕。これをもって堀越(Vo/Gt)の治療に専念するため、ライブ活動を休止する。
2017年
3月、堀越(Vo/Gt)の治療を経て、ライブ活動を再開。東京都・Shibuya O-CRESTにて『約束 〜第五章 再邂の黎明編〜』を開催し、4th Mini Album『薄明、灯る日々へ』をリリース。
10月、群馬県・高崎clubFLEEZ、Asile、SUNBURSTの3会場で自主企画『灯火祭 2017』を開催し、初となる全国流通盤「ONE BY ONE」のリリースを発表。

## 作品

### 配信限定シングル
| 発売日        | タイトル        |
| ------------- | --------------- |
| 2023年4月12日 | やめろよ/られる |

### その他の作品
- 「BOYSBOYSBOYS」 - 『風を纏って』（2016年6月15日）
ハルカミライ、HEADLAMP、KAKASHIによるスプリットシングル
- 『JACKMAN RECORDS COMPILATION ALBUM vol.14 -赤盤-「RO69JACK 2015 for COUNTDOWN JAPAN」』 - 『キレイゴト』（2016年7月6日）
「RO69JACK 2015 for COUNTDOWN JAPAN」コンピアルバム

## ミュージックビデオ
| 監督         | 曲名                       |
|              | 「グッドバイ」             |
|              | 「変わらないもの」         |
|              | 「ドブネズミ」             |
|              | 「ドラマチック」           |
|              | 「本当の事」               |
| 佐々木恭平   | 「キレイゴト」             |
| 新垣健一     | 「愛すべきくだらない世界」 |
| HAGATAKAYUKI | 「違うんじゃないか」       |
| 小笹竜馬     | 「愛なんて」               |
| HAGATAKAYUKI | 「失くせないから」         |

## 主なライブ
- 2014年06月28日 - I ROCKS 2014 stand by LACCO TOWER【兄弟編】
- 2015年03月14日 - 約束 〜第一章 群馬盟友編〜
- 2015年08月29日 - 約束 〜第二章 夏の絆編〜
- 2015年11月28日 - 約束 〜第三章 愛すべき軌跡編〜
- 2015年12月29日 - O-Crest YEAR END PARTY 2015 Special 4DAYS!
- 2016年06月05日 - 約束 〜第四章 青春の憧憬編〜
- 2016年08月20日 - 灯火祭 2016
- 2017年03月31日 - 約束 〜第五章 再邂の黎明編〜
- 2017年04月14日 - Permanent vol.1
- 2017年04月22日 - I ROCKS 2017
- 2017年06月11日 - ミミノコロック吉祥寺 supported by Skream!
- 2017年07月17日 - MOSAiC presents『白フェス 2017』
- 2017年07月23日 - MURO FESTIVAL 2017
- 2017年08月19日 - NOTTN FES
- 2017年09月16日 - 小田原イズム2017
- 2017年09月18日 - TOKYO CALLING 2017
- 2017年10月07日 - FM802 MINAMI WHEEL 2017
- 2017年10月28日 - 灯火祭 2017
- 2017年11月03日 - KNOCKOUT FES 2017 autumn